# Теория кос

Запутанное изображение развязывающейся косы

Теория кос — раздел топологии и алгебры, изучающий косы и их приложения.
Исследования кос затрагивают различные аспекты теории групп, комбинаторики, алгебраической топологии, гиперболической геометрии, динамики, теории представлений, а сама теория кос проникает в теорию узлов, теорию гомеоморфизмов поверхностей, алгебраическую геометрию, теорию гомотопий, статистическую механику и криптографию.

## История
Косы впервые рассматривались Карлом Фридрихом Гауссом. В одном из его черновиков, написанном в период между 1815 и 1830 годами, Гаусс предложил разбиение кос на элементарные составляющие и наметил определение нетривиального инварианта кос, вдохновлённого недавно введёнными им гауссовыми целыми числами.
На значимость кос также обратил внимание Адольф Гурвиц в своей работе 1891 года, посвящённой разветвлённым накрытиям поверхностей и явлению монодромии. Он изучал поведение нулей многочлена одной комплексной переменной при непрерывном изменении его коэффициентов. Иными словами, Гурвиц неявно рассматривал косы в терминах конфигурационных пространств.
Следующее проявление математики кос произошло в теории узлов. В 1897 году на первом Международном математическом конгрессе в Цюрихе Генрих Карл Брунн представил доказательство того, что произвольный узел может быть приведён к виду замкнутой косы. В литературе данное утверждение известно как теорема Александера, в честь Джеймса Уэдделла Александера, доказавшего его в 1923 году и, по-видимому, не знавшего о работе Брунна.
В явном виде косы были введены Эмилем Артином. В своей работе 1925 года, возникшей в результате сотрудничества с Отто Шрайером, он рассмотрел их с наглядной, геометрической точки зрения и обратил внимание на то, что косы с {\displaystyle n} нитями образуют группу, которую он назвал группой кос и обозначил символом {\displaystyle B_{n}.} Артин задал её образующими и соотношениями, которые по своей природе схожи с движениями Рейдемейстера, но ненадолго опережают их появление в литературе.
Также он предложил решение задачи равенства для группы кос, которое основано на её представлении в группу автоморфизмов свободной группы, а точнее, естественном действии групп кос на фундаментальной группе проколотого диска, и тем самым положил начало алгоритмическому направлению в теории кос. В 1947 году он опубликовал в Annals of Mathematics статью с полными доказательствами, в которой с помощью более действенных методов исследовал косы тщательнее, алгебраически.
В ней он отозвался о своей первой работе следующим образом:
Большинство доказательств совершенно интуитивны. Доказательство основной теоремы даже не является убедительным. Но эти доказательства можно исправить.
Оригинальный текст (англ.)Most of the proofs are entirely intuitive. That of the main theorem is not even convincing. But it is possible to correct the proofs.
Вслед за Артином продолжил развивать алгебраическую линию в теории кос Вернер Бурау, ученик Курта Рейдемейстера. В 1933 году он глубже исследовал намеченную Артином связь между косами и перестановками и, пользуясь так называемым переписывающим процессом Рейдемейстера — Шрайера, задал подгруппу крашеных кос группы кос образующими и соотношениями. А в 1935 году он представил довольно неожиданную связь между группами кос и многочленом Александера — полиномиальным инвариантом узлов. А именно, Бурау показал, что матрица Александера узла, представленного в виде замкнутой косы с {\displaystyle n} нитями, может быть вычислена в терминах образа этой косы относительно линейного представления группы {\displaystyle B_{n}}, ныне носящего его имя. Как сообщает Джоан Бирман, сам Бурау узнал об этом представлении либо от Рейдемейстера, либо от Артина. Стоит отметить, что с точки зрения исчисления Фокса данное линейное представление естественным образом получается из представления Артина кос автоморфизмами свободной группы.

## Основные понятия
Основными понятиями теории кос являются понятия косы и группы кос.
Её терминология близка к терминологии теории узлов.

### Коса
Центральным в теории кос является понятие косы.
Классический подход к его определению состоит из двух шагов.
Сначала вводятся определённые наборы кривых в трёхмерном пространстве, которые называются геометрическими косами.
Затем на множестве всех геометрических кос вводится определённое отношение эквивалентности, которое называется изотопией и отвечает возможности преобразовать одну геометрическую косу в другую определёнными физическими манипуляциями нитей.
По определению принимается, что эквивалентные геометрические косы представляют один и тот же математический объект — косу.
Иными словами, косой называется класс эквивалентности относительно такого отношения.
Некоторые авторы злоупотребляют обозначениями и опускают прилагательное «геометрические», называя косами как классы эквивалентности, так и их представителей.
|  |  |

#### Геометрическая коса
Кратко охарактеризовать геометрическую косу из {\displaystyle n} нитей можно следующим образом.
Пусть в евклидовом пространстве {\displaystyle \mathbb {R} ^{3}} на двух параллельных плоскостях {\displaystyle \mathbb {R} ^{2}\times \{0\}} и {\displaystyle \mathbb {R} ^{2}\times \{1\}} отмечены по {\displaystyle n} точек, расположенных друг напротив друга на двух параллельных прямых {\displaystyle \mathbb {R} \times \{0\}\times \{0\}} и {\displaystyle \mathbb {R} \times \{0\}\times \{1\}}.
В литературе при рассмотрении геометрических кос обычно ограничиваются либо пространством {\displaystyle \mathbb {R} ^{2}\times [0,1]}, ограниченным такими плоскостями, либо его подпространством, представляющем собой прямой круговой цилиндр, ограниченный данными плоскостями и содержащий отмеченные точки во внутренности его оснований.
Данные подходы к определению эквивалентны.
Геометрической косой из {\displaystyle n} нитей называется такое подмножество пространства {\displaystyle \mathbb {R} ^{2}\times [0,1]}, состоящее из {\displaystyle n} непересекающихся кривых, что:
- концы этих кривых расположены в отмеченных точках;
- каждая плоскость, параллельная плоскостям {\displaystyle \mathbb {R} ^{2}\times \{0\}} и {\displaystyle \mathbb {R} ^{2}\times \{1\}} и находящаяся между ними, пересекает геометрическую косу по ровно {\displaystyle n} точкам.

Данные кривые называются нитями геометрической косы. Второе условие означает то, что нити идут «монотонно», то есть в длину вдоль прямой, перпендикулярной плоскостям {\displaystyle \mathbb {R} ^{2}\times \{0\}} и {\displaystyle \mathbb {R} ^{2}\times \{1\}}.
В определении геометрической косы некоторые авторы ограничиваются либо полигональными, либо гладкими кривыми и соответствующим образом модифицируют определения остальных основных понятий.
Данные подходы приводят к эквивалентным теориям.

#### Изотопность геометрических кос
Изотопия геометрических кос представляет собой определённое непрерывное шевеление нитей и может быть определена по-разному.
В простейшем случае предполагается, что при таких манипуляциях должны сохраняться два указанных выше определяющих свойства геометрических кос.
Для этого необходимо, чтобы концы нитей были неподвижны, а сами нити оставались монотонными и не проходили друг сквозь друга.
Так, допустимыми движениями являются покачивания нитей, но не их задирания или попытки заузливания.
Точнее, изотопность геометрических кос обычно определяется с помощью понятия объемлющей изотопии.
Данное понятие означает непрерывное шевеление сразу всех точек пространства {\displaystyle \mathbb {R} ^{2}\times [0,1]}.
При таком шевелении точки не могут наезжать друг на друга, но могут переставляться и перемешиваться.
Изотопией геометрических кос называется такая объемлющая изотопия пространства {\displaystyle \mathbb {R} ^{2}\times [0,1]}, что: 
- его точки не выходят за пределы содержащих их плоскостей вида {\displaystyle \mathbb {R} ^{2}\times \{t\}}, параллельных {\displaystyle \mathbb {R} ^{2}\times \{0\}} и {\displaystyle \mathbb {R} ^{2}\times \{1\}};
- точки на плоскостях {\displaystyle \mathbb {R} ^{2}\times \{0\}} и {\displaystyle \mathbb {R} ^{2}\times \{1\}} неподвижны.

При изотопии геометрических кос сохраняется не только количество нитей, но и изменение порядка их кончиков при движении от плоскости {\displaystyle \mathbb {R} ^{2}\times \{0\}} к плоскости {\displaystyle \mathbb {R} ^{2}\times \{1\}.}
Геометрические косы называются изотопными, если одна может быть получена из другой изотопией.
В литературе те авторы, которые ограничиваются полигональными или гладкими геометрическими косами, соответствующим образом модифицируют определение изотопии. Так, в случае полигональных кос рассматривают элементарную изотопию, а в случае гладких — гладкую.
Вышеописанное определение изотопии геометрических кос допускает несколько следующих ослаблений, приводящих к тому же самому понятию косы, т. е. модификаций, при которых классы эквивалентности геометрических кос не изменяются.
Во-первых, определение изотопии можно ослабить, исключив первое условие о невыходе точек за пределы плоскостей.
Во-вторых, его можно ослабить, следующим образом исключив из рассмотрения прочие точки пространства {\displaystyle \mathbb {R} ^{2}\times [0,1]}, не лежащие на нитях. 
Так, геометрическая коса представляет собой определённое непрерывное отображение из несвязного объединения отрезков, а ограничение изотопии геометрических кос задаёт гомотопию таких отображений. 
Оказывается, две геометрические косы изотопны в том и только в том случае, когда соответствующие им отображения гомотопны в классе геометрических кос.

#### Гомотопность геометрических кос
Впервые на указанную выше эквивалентность трёх подходов к определению изотопии кос указал Артин в своей работе 1947 года. В ней же он предложил список некоторых нерешённых вопросов теории кос, одним из которых является вопрос об эквивалентности таких подходов следующему, ещё более общему.
Геометрические косы называются гомотопными, если соответствующие им отображения из несвязного объединения отрезков связаны гомотопией, при которой, грубо говоря, каждая отдельная нить может самопересекаться, различные нити не пересекаются, а концы нитей неподвижны. В 1974 году Дебора Луиза Голдсмит дала ответ на вопрос Артина, указав примеры гомотопных, но не изотопных геометрических кос, и привела полное описание множества {\displaystyle {\hat {B}}_{n}} классов эквивалентности геометрических кос из {\displaystyle n} нитей относительно отношения гомотопности (см. Группа кос § Группа гомотопических кос).

### Умножение кос

Произведение кос и из одинакового числа нитей

На множестве {\displaystyle B_{n}} всех кос из {\displaystyle n} нитей определена бинарная операция, которая превращает его в группу.
Грубо говоря, произведением двух кос с одинаковым числом нитей называется коса, полученная путём соединения правых концов нитей первой косы с левыми концами нитей второй косы и сжатием полученного объекта в два раза.
Точнее, произведением геометрических кос {\displaystyle A,B\subset \mathbb {R} ^{2}\times [0,1]} из {\displaystyle n} нитей называется геометрическая коса из {\displaystyle n} нитей, состоящая из таких точек {\displaystyle (p,t)}, что {\displaystyle (p,2t)\in A}, если {\displaystyle t\in [0,1/2]}, и {\displaystyle (p,2t-1)\in B}, если {\displaystyle t\in [1/2,1]}.
Произведением кос {\displaystyle \alpha } и {\displaystyle \beta } называется коса, заданная произведением любых их геометрических представителей.
Она обычно обозначается символом {\displaystyle \alpha \ast \beta } или просто {\displaystyle \alpha \beta }.
Данная операция умножения удовлетворяет всем определяющим свойствам группы.
Полученная группа {\displaystyle (B_{n},\ast )} называется группой кос.

## Основные результаты теории

Стандартные диаграммы образующих Артина и обратных к ним (слева) и диаграмма, заданная некоторым артиновским словом (справа)

### Теорема Артина о задании группы кос
Основополагающим результатом теории кос является теорема Артина, которая посредством образующих Артина сводит геометрическое изучение кос к их алгебраическому изучению.
Согласно этой теореме, группа кос порождается образующими Артина, то есть любая коса может быть задана их произведением — артиновским словом, причем имеется конечный список типов преобразований, позволяющих получить из одного артиновского слова, представляющего данную косу, любое другое.
С точки зрения комбинаторной теории групп теорема Артина предоставляет задание группы кос образующими и соотношениями.
Важность теоремы Артина объясняется тем, что с её помощью классифицируются косы с малым числом нитей и определяются практически все инварианты кос.
Например, из неё следует корректность определения коэффициентов зацепления нитей косы.

## Алгоритмические проблемы
Первостепенными в теории кос являются алгоритмические вопросы, связанные с распознаванием различных свойств геометрических кос.

### Проблема тождества
Основной алгоритмической задачей, связанной с косами, является их распознавание.
Так, проблемой эквивалентности геометрических кос называется задача разрешимости, заключающаяся в определении того, являются ли изотопными две заданные геометрические косы.
Две геометрические косы {\displaystyle \alpha } и {\displaystyle \beta } изотопны тогда и только тогда, когда они состоят из одного и того же числа нитей, и геометрическая коса {\displaystyle \alpha \beta ^{-1}} изотопна тривиальной.
Таким образом, проблема эквивалентности геометрических кос равносильна задаче определения того, изотопна ли данная геометрическая коса тривиальной.
Ввиду теоремы Артина, проблема эквивалентности геометрических кос равносильна проблеме тождества для групп кос.
Данная алгоритмическая проблема разрешима и известно несколько существенно различных алгоритмов распознавания кос.
Их можно, в основном, разделить на алгебраические и топологические (геометрические).
Первые основаны на поиске той или иной нормальной формы, представляющие заданный элемент группы кос, вторые — на определении действия элемента группы на топологических объектах.

### Вводные материалы
- Сосинский, А. Б. Узлы и косы. — М.: МЦНМО, 2001. — 24 с. — (Библиотека «Математическое просвещение»). — ISBN 5-900916-76-6.
- Мантуров, В. О. Экскурс в теорию кос // Математическое просвещение. — М.: МЦНМО, 2010. — Т. 3, вып. 14. — С. 107–142. — ISBN 978-5-94057-597-9.
- Сосинский, А. Б. Узлы. Хронология одной математической теории. — М.: МЦНМО, 2005. — 112 с. — ISBN 5-94057-220-0.

### Учебники
- Кассель, К, Тураев, В. Г. Группы кос = Braid groups / пер. с англ. С. Н. Малыгина. — М.: МЦНМО, 2014. — 424 с. — ISBN 978-5-4439-0245-6.
- Прасолов, В. В, Сосинский, А. Б. Узлы, зацепления, косы и трёхмерные многообразия. — М.: МЦНМО, 1997. — 352 с. — ISBN 5-900916-10-3.
- Мантуров, В. О. Теория узлов. — Москва-Ижевск: Институт компьютерных исследований, 2005. — 512 с. — ISBN 5-93972-404-3.
- Матвеев, С. В, Фоменко, А. Т. Алгоритмические и компьютерные методы в трехмерной топологии. — 2. — М.: Наука, 1998. — 304 с. — (Кибернетика: неограниченные возможности и возможные ограничения). — ISBN 5-02-013655-7.
- Васильев, В. А. Топология дополнений к дискриминантам. — М.: ФАЗИС, 1997. — 538 с. — ISBN 978-5-7036-0033-7.
- Звонкин, А. К, Ландо, С. К. Графы на поверхностях и их приложения. — М.: МЦНМО, 2010. — 480 с. — ISBN 978-5-94057-588-7.